# Горченски национален парк
Горченският национален парк (на полски: Gorczański Park Narodowy) е един от 23-те национални парка в Полша. Разположен е в южната част на страната, на територията на Малополско войводство. Парковата администрация се намира в село Поремба Велка.
Създаден е на 1 януари 1981 година, с наредба на Министерския съвет от 8 август 1980 г. Първоначално заема площ от 5 908,44 хектара. През 1997 година територията му е увеличена до 7 019,07 хектара и е създадена буферна зона с площ 16 646,61 хектара. Обхваща централната и североизточна част на планинския масив Горце, дял от Западните Бескиди.

## Фотогалерия
- Поляна с минзухари
- Река „Каменѝца“
- Седловината „Бо̀рек“
- Пуцоловското езеро
- Туристическа пътека
- Поляна „Цѐрля Ханульо̀ва“
- Поляна „Горц Троша̀цки“